# Каракашев, Вилен Суренович
Вилен Суренович Каракашев (22 сентября 1935, Баку) — советский и российский художник, график, плакатист, живописец, общественный деятель, Заслуженный художник Российской Федерации.

## Биография
Вилен Суренович Каракашев родился 22 сентября 1935 года в Баку в семье художников. В возрасте 13 лет самостоятельно уезжает в Москву и поступает в МСХШ. Большую часть свободного времени юный художник проводит в Третьяковской галерее, где изучает наследие русских художников — Александра Иванова, Серова и Врубеля, они формируют его отношение к рисунку. В Музее изобразительных искусств им А. С. Пушкина изучает искусство Востока, Египта, стараясь постичь его тонкую стилистику, обобщенность форм, аскетизм и орнаментальность.
В 1962 году заканчивает с отличием Московский государственный академический художественный институт имени В. И. Сурикова, мастерскую плаката профессора Михаила Михайловича Черемных и Николая Афанасьевича Пономарева. Этот выпуск — последний выпуск Михаила Михайловича. Говорили, что Каракашев был любимым учеником Михаила Михайловича. Три дипломные работы-плакаты Каракашева издаются большим тиражом в издательстве «Советский Художник». Затем издаются плакаты, сделанные специально по заказу издательства: «Свободу Африке», «Один процент от суммы военных расходов — и Африка грамотна».
Сразу по окончании Суриковского института начинает работать в области киноплаката в издательстве «Рекламфильм».
В 1964 году принят в Союз Художников СССР.

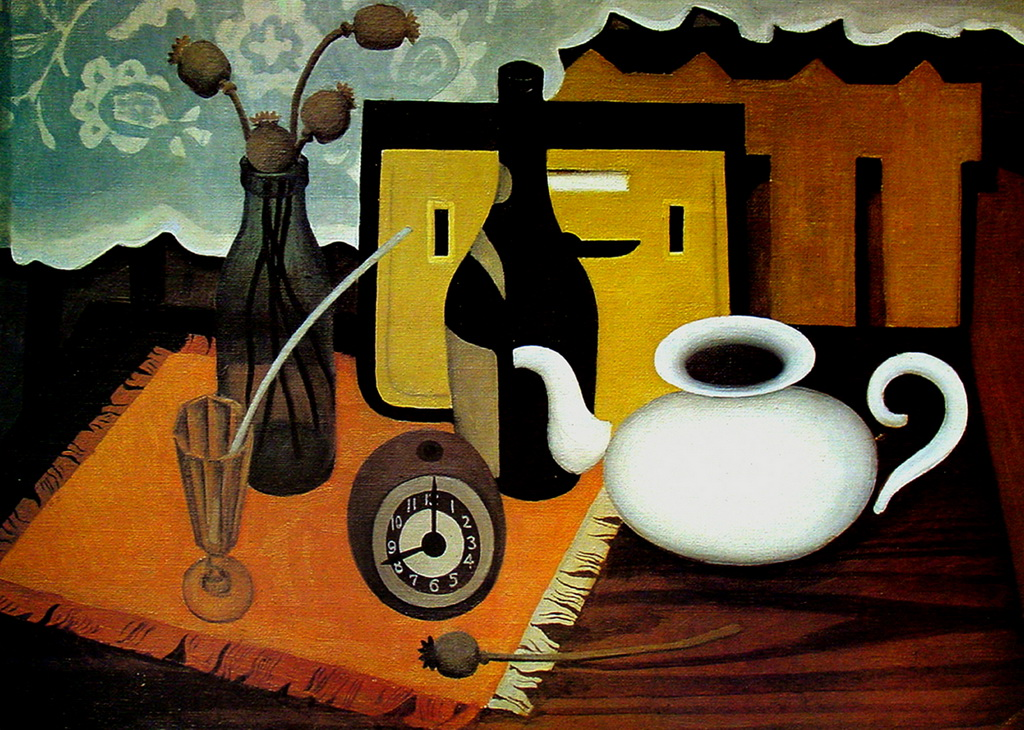
Натюрморт со спидолой. 1964 год.

В 1972 году уходит из «Рекламфильма».
С 1975 года наступает период переноса внимания с изобразительного искусства на эзотерические учения. Увлекается индийской философией, йогой. Изучает запрёщенную на тот момент «самиздатовскую» литературу, посвященную различным духовным практикам.
В 1980ые возобновляет работу над киноплакатом в издательстве «Рекламфильм».
1982 год — Впервые едет в Индию. Создает цикл индийской гиперграфики. Почти все работы были куплены Министерством культуры СССР с выставки «Пять московских художников». В этот период переходит от гиперграфики к более условной цветной темперной графике. Работает активно над большими картинами в той же манере и технике.
1986 год — Переводится в Московский Союз художников. Заместитель председателя Секции Плаката.
1995 год — Три месяца живёт и работает в Париже в Cite Internationale des Arts.
С 2000 года — После выставок в Токио возникает японский цикл работ. Новая линия в графике. Традиционный карандашный рисунок в сочетании с цветом, темперой или пастелью. Эти цветные детали делают интересный акцент в рисунке.
2001 год — Продолжает представлять интересы Объединения плакатистов в Правлении Московского Союза Художников. Формирует плакатный отдел на выставке в Музее Современного искусства в Москве на Петровке (у Церетели).
2004 год — Продолжается активная общественная деятельность. Избирается Председателем Чрезвычайной Стратегической комиссии МСХ.
2005 год — Избирается Заместителем Председателя Правления Московского Союза Художников
2005 год — На юбилейной персональной выставке в Центральном Доме Художника «Раздвигая пределы» представлено около 100 живописных и графических работ, выполненных в четырёх разных художественных направлениях, стилях: гиперреализм, сюрреализм, абстракция, реализм в технике карандашной графике, темпере, пастеле и масляной живописи.

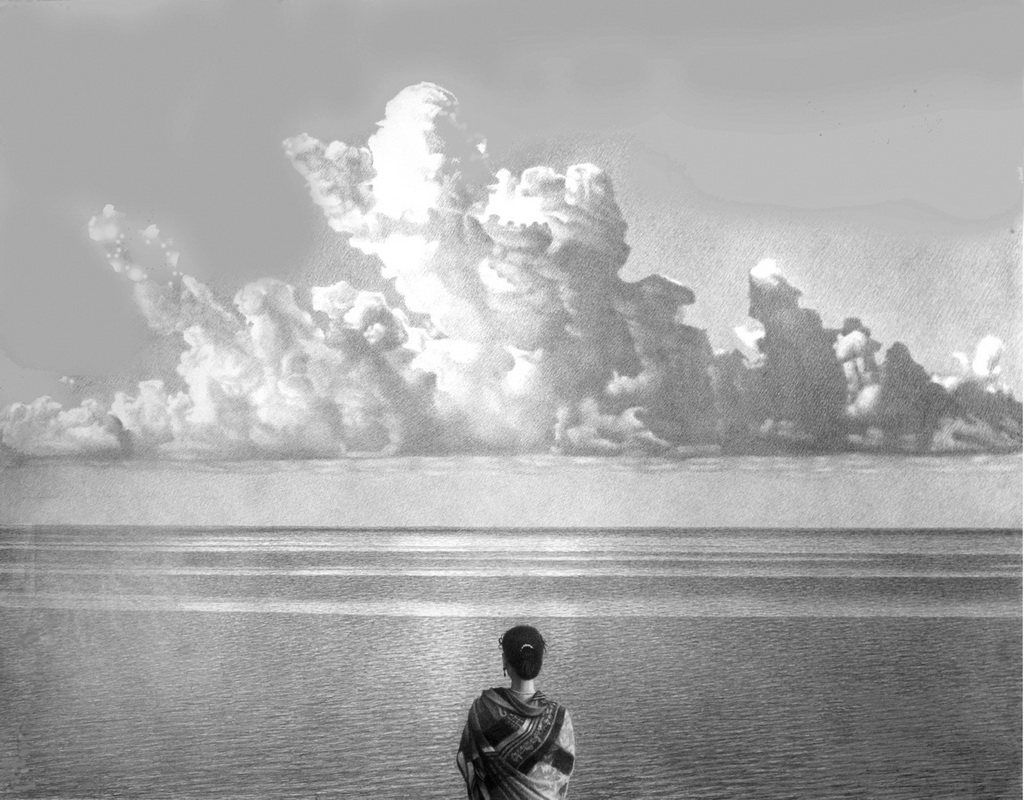
«Море облако». 2009 год.

2007 год — Переведён на должность Ответственного Секретаря Правления МСХ.
Организует большую выставку «Киноплакат 80-х: шок и надежда» в Центральном Доме Журналиста.
2008 год — Увольняется по собственному желанию с занимаемой должности в МСХ, после чего завершает свою активную общественную деятельность и переходит к чистому творчеству.
2009—2010 годы — С энтузиазмом работает над монументальными проектами: «Пояс Богородицы», Мемориальным комплексом «Покрова Преподобного Сергия Радонежского», Мемориалом «Отечестволюбец» с Александром Невским в центре, Комплексом «Памяти Михаила Тверского».

## Выставки

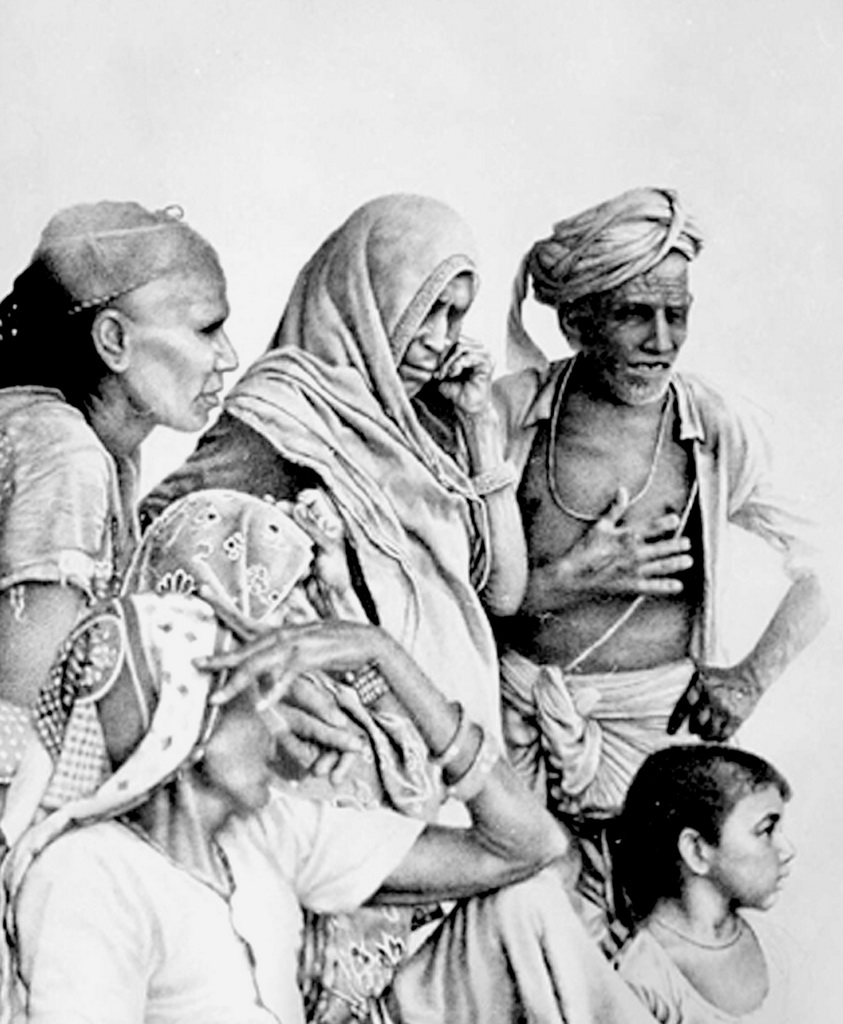
Диалог 1. В.Каракашев

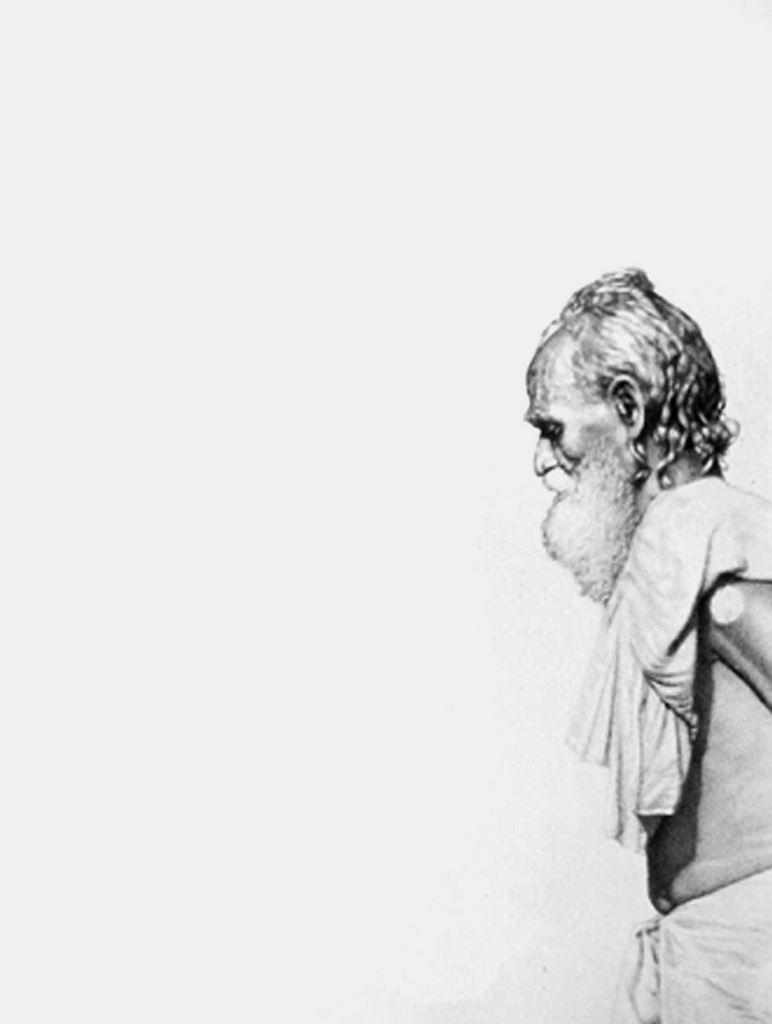
Диалог 2. В.Каракашев

- 1963 год — Выставляется на Первой Всесоюзной выставке плаката в Манеже.
- 1974 год — Персональная выставка в ЦДРИ. Делает оригинальную и весьма нестандартную по тем временам экспозицию. Произведения располагаются на коробах и кругах. Круги из фанеры раскрашиваются параллельными цветными полосами, а в центре круга — короб, либо вогнутый, либо выпуклый, а на них плакаты или картины. Экспозицию посещает большое количество студентов «Строгановки» — новые идеи экспозиции немедленно находят отклик.
- 1990 год — Выставка 14-ти московских художников в Москве в ЦДХ. Огромный зал второго этажа предоставлен для экспозиции произведений художников окончивших в 1954 году Московскую Среднюю Художественную Школу в одном классе. И. Орлов, О. Лошаков, Н. Воронков, Н. Щеглов, Э.Жаренова, Ю. Чернов, Б. Диодоров, Т. Иваницкая, К. Рябинина и всё те же плакатисты — «черемныховцы» — В, Каракашев, М. Лукьянов, В. Островский. Л. Левшунова. Было представлено 70 работ художника: живопись, темпера, графика, плакат.
- 1991 год — Первая Всесоюзная выставка-конкурс «Золотая кисть».
- 1991—1994 годы — участие в выставках в США — в Атланте, Лос-Анджелес, Сан-Франциско.
- 1994 год — Выставка в Японии. г. Киото.
- 1995 год — Выставка в Париже в Cite Internationale des Arts
- 1995 год — Персональная выставка в санатории «Барвиха», которую открывал Николай Афанасьевич Пономарёв — президент Российской Академии Художеств.
- 1997 год — Персональная выставка в Москве в ЦДХ «Случайность и определенность». На выставке представлены: живопись, темпера, графика (карандаш). Разные времена, разные стили, разные техники. Разнообразие стилей и решений обусловлено принципиально плакатным мышлением автора, особенно связанное с работой над киноплакатом, где необходимо было найти решение, соответствующее стилистике фильма.
- 1998 год — Выставка в Париже «Русский сезон».
- 2000 год — Первая Биеннале графики в Италии в городе Франковила.
- 2001 год — Выставка в Ирландии.
- 2000—2001 годы — участие в Арт-Манеж.
- 2002 год — «Международный Арт-фестиваль» в Токио.
- 2002 год — Выставка в ЦДХ «Мир красоты».
- 2003 год — Юбилейная выставка «70 лет МОСХ».
- 2004 год — 10-я выставка Российских художников.
- 2005 год — Юбилейная персональная выставка. г. Москва. Выставочные залы Московского Союза Художников.
- 2005 год — Юбилейная персональная выставка. г. Москва, ЦДХ.
- 2006 год — Юбилейная персональная выставка. «Раздвигая пределы» г. Москва, ЦДХ
- 2007 год — Участвует в юбилейной выставке «75 лет МОСХ»
- 2012 год — Персональная выставка в залах Российской Академии Художеств

## Галерея работ

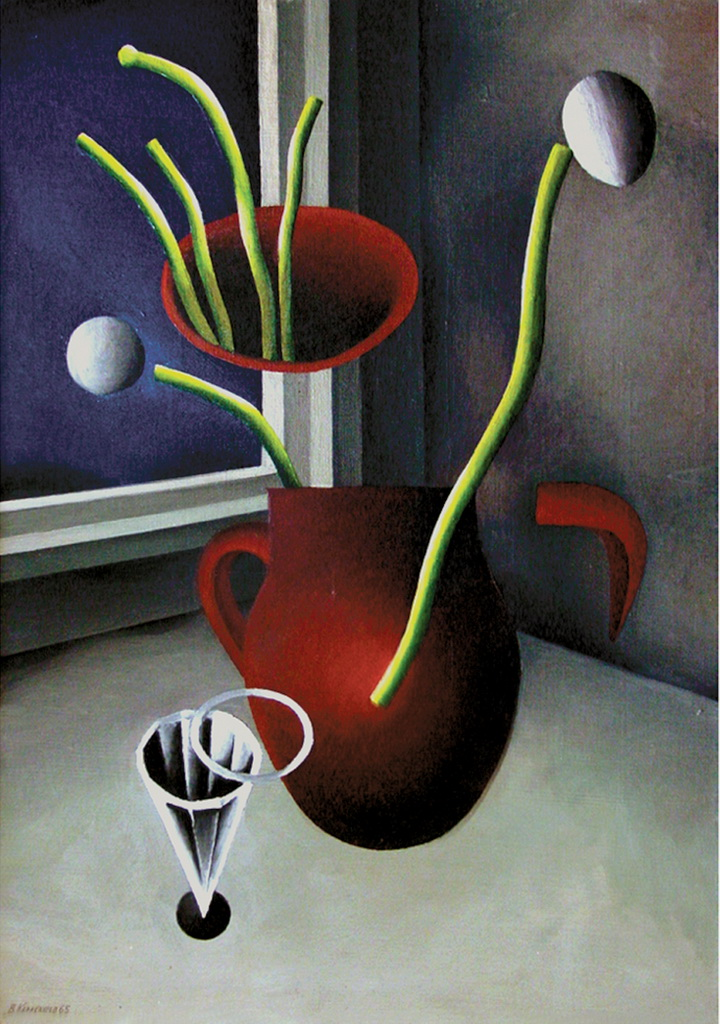
Темное окно, 1965 год
Постер фильма «Один из нас», 1970 год
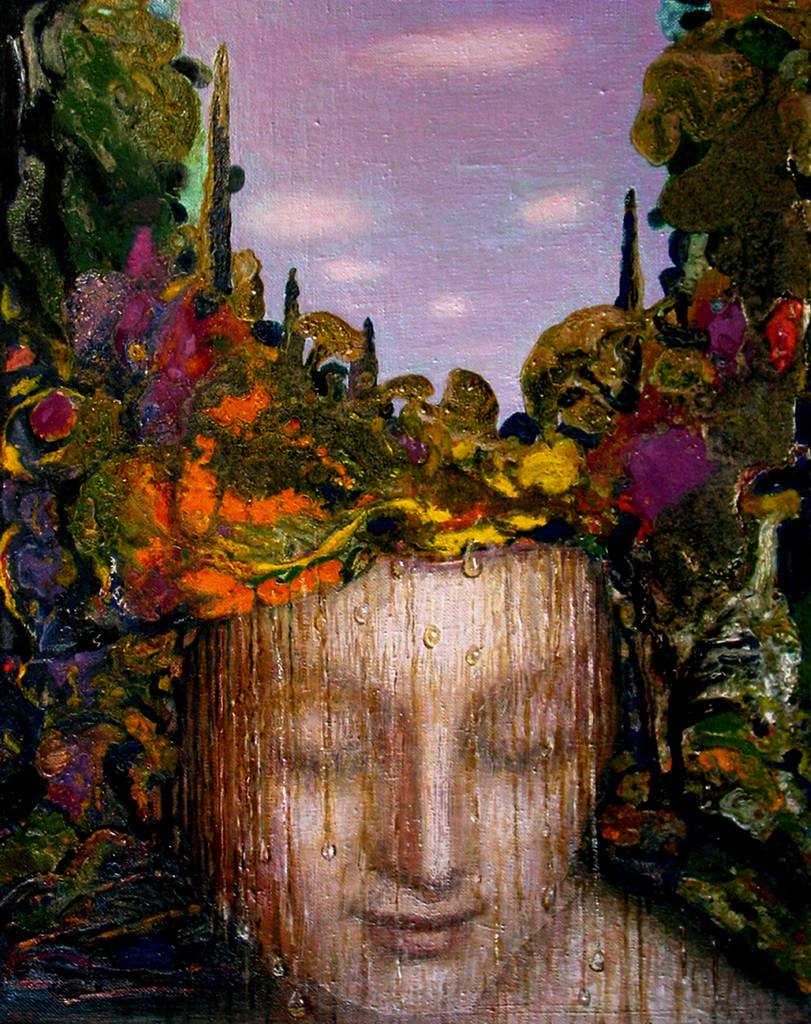
После дождя, 2000 год
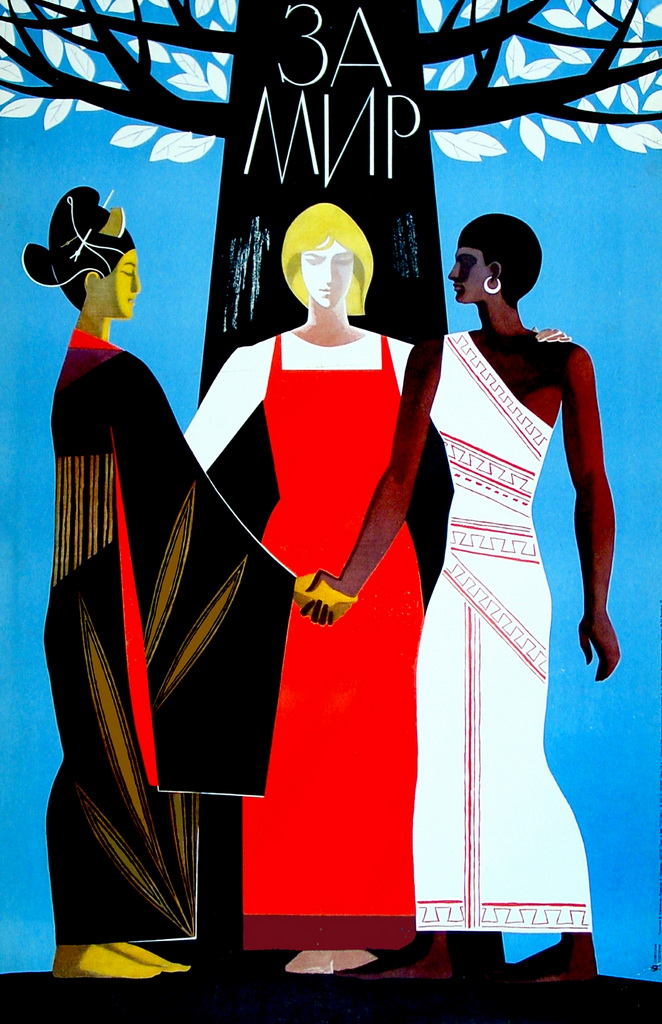
За мир

## Награды
- 1965 год — получает первую премию на международном конкурсе плаката «За мир» в Москве.
- 1970 год — Биеннале плаката в Варшаве, получает специальный приз за политический плакат.
- Дипломы за лучший плакат года: 1966, 1967, 1969, 1976, 1980, 1984, 1986, 1988, 1989.
- Множество медалей ВДНХ.
- 1991 год — Получает первую премию выставка «Золотая кисть».
- 1998 год — Получает звание Заслуженный художник Российской Федерации.
- 2006 год — Международный Благотворительный Фонд «Меценаты Столетия» награждает медалью «Меценаты столетия» и грамотой «за трудовой подвиг на благо Родины и служение идеалам добра и милосердия».
- 2007 год — Награждён Высшей Российской Общественной наградой — орденом «Гордость России» «За блестящее продолжение и вклад в развитие отечественной школы плакатного искусства, создание многогранных художественных образов в графических и живописных работах, яркую индивидуальность творчества».
- 2009 год — Всемирный альянс «Миротворец» (недоступная ссылка) награждает медалью за пропаганду Идей Мира.